# 金明元
金 明元（キム・ミョンウォン、Myong-Won KIM、1983年7月15日 - ）は、朝鮮民主主義人民共和国・平壌出身のサッカー選手。ポジションはFW。

## 経歴
2003年に鴨緑江体育団でキャリアをスタートさせて以降、2011年まで鴨緑江体育団一筋でプレーしていたストライカー。2010年南アフリカＷ杯アジア予選では、鄭大世とともに北朝鮮代表のフォワード(ＦＷ)として活躍し、北朝鮮を本大会出場に導いた。
2010年南アフリカＷ杯本大会では、ゴールキーパー(ＧＫ)としてエントリーメンバーに登録された。これは、規定によりFIFA管轄の大会ではGKを3人登録することが義務付けられていることに対し、フィールドプレーヤーをGKとして登録することで攻撃の駒を1人増やそうとする北朝鮮の策だった。ところがFIFAは同じ規定の中で、「GKで登録された選手はGKとしてしか出場出来ない」とも定めており、金はこの登録ミスによって、本大会ではGKとしての出場のみ許される事態となった。結局、2010年南アフリカＷ杯本大会での出場はなかった。
2011年からモンゴル・リーグのFCウランバートルでプレーしている。

## 所属クラブ
- 2003年-2011年  鴨緑江体育団
- 2011年-  FCウランバートル

## 代表歴

### 出場大会
- 北朝鮮代表
  - 2010 FIFAワールドカップ

### 試合数
- 国際Aマッチ 14試合 1得点（2003年-2010年）[2]

| 北朝鮮代表 | 国際Aマッチ | 国際Aマッチ |
| 年         | 出場        | 得点        |
| ---------- | ----------- | ----------- |
| 2003       | 5           | 1           |
| 2004       | 0           | 0           |
| 2005       | 0           | 0           |
| 2006       | 0           | 0           |
| 2007       | 0           | 0           |
| 2008       | 5           | 0           |
| 2009       | 3           | 0           |
| 2010       | 1           | 0           |
| 通算       | 14          | 1           |